# División de Honor 1990-1991 (hockey su pista)
La División de Honor 1990-1991 è stata la 22ª edizione del torneo di primo livello del campionato spagnolo di hockey su pista. La competizione è iniziata il 21 ottobre 1990 e si è conclusa il 12 maggio 1991. Il torneo è stato vinto dal Liceo La Coruña per la quinta volta nella sua storia.

## Stagione

### Formula
La División de Honor 1990-1991 vide ai nastri di partenza sedici club; la manifestazione fu organizzata tramite tre fasi distinte. Nella prima fase i club vennero divisi in due gironi da otto squadra ciascuno e furono disputati tramite girone all'italiana, con gare di andata e ritorno per un totale di 14 giornate: erano assegnati 2 punti per l'incontro vinto e un punto a testa per l'incontro pareggiato, mentre non ne era attribuito alcuno per la sconfitta. Al termine della prima fase le prime quattro squadre di ciascun girone si qualificarono per il torneo per il titolo mentre le altre furono relegate al torneo per non retrocedere. La seconda fase venne disputata in maniera speculare alla prima. Al termine della seconda fase nel torneo per il titolo le prime quattro squadre si qualificarono per i play-off; le vincente dei play-off fu proclamata campione di Spagna. Nel girone retrocessione invece gli ultimi tre club classificati retrocedettero in Primera Division.

## Squadre partecipanti
| Club            | Stagione | Città                    | Stadio                    | Stagione precedente                                                          |
| --------------- | -------- | ------------------------ | ------------------------- | ---------------------------------------------------------------------------- |
| Barcellona      | dettagli | Barcellona               | Palau Blaugrana           | 2º nel girone A, 2º nel girone titolo in División de Honor                   |
| Blanes          | dettagli | Blanes                   | Pavelló Municipal         | 4º nel girone A, 8º nel girone titolo in División de Honor                   |
| Cibeles         | dettagli | Oviedo                   | Polideportivo de Villafrí | 1º nel girone 3 in Primera Division, promosso                                |
| Dominicos       |          | La Coruña                | Palacio de Riazor         | 1º nel girone B, 2º nel girone titolo in División de Honor                   |
| Flix            |          | Flix                     | Pavelló Municipal         | 1º nel girone 2 in Primera Division, promosso                                |
| Igualada        | dettagli | Igualada                 | Poliesportiu Les Comes    | 3º nel girone B, 3º nel girone titolo in División de Honor                   |
| Liceo La Coruña | dettagli | La Coruña                | Palacio de Riazor         | 1º nel girone A, 1º nel girone titolo in División de Honor                   |
| Maçanet         |          | Maçanet de la Selva      | Pavelló Municipal         | 5º nel girone B, 7º nel girone retrocessione in División de Honor, ripescato |
| Mollet          |          | Mollet del Vallès        | Pavelló Riera Seca        | 6º nel girone A, 2º nel girone retrocessione in División de Honor            |
| Noia            | dettagli | Sant Sadurní d'Anoia     | Pavelló Olímpic           | 3º nel girone A, 4º nel girone titolo in División de Honor                   |
| Piera           |          | Piera                    | Pavelló El Prat           | 4º nel girone A, 7º nel girone titolo in División de Honor                   |
| Reus Deportiu   | dettagli | Reus                     | Palau de Reus             | 2º nel girone B, 5º nel girone titolo in División de Honor                   |
| Tordera         | dettagli | Tordera                  | Pavelló Parroquial        | 7º nel girone A, 3º nel girone retrocessione in División de Honor            |
| Vic             | dettagli | Vic                      | Pavelló Olímpic           | 1º nel girone 1 in Primera Division, promosso                                |
| Vilanova        | dettagli | Vilanova i la Geltrú     | Pavelló de les Casernes   | 7º nel girone B, 4º nel girone retrocessione in División de Honor            |
| Voltregà        | dettagli | Sant Hipòlit de Voltregà | Pavelló Municipal         | 5º nel girone A, 1º nel girone retrocessione in División de Honor            |

## Prima fase

### Girone A
|  | Pos. | Squadra    | Pt | G  | V  | N | P  | GF | GS | DR  |
|  | ---- | ---------- | -- | -- | -- | - | -- | -- | -- | --- |
|  | 1.   | Igualada   | 24 | 14 | 12 | 0 | 2  | 87 | 26 | +61 |
|  | 2.   | Barcellona | 19 | 14 | 9  | 1 | 4  | 92 | 56 | +36 |
|  | 3.   | Noia       | 18 | 14 | 8  | 2 | 4  | 72 | 62 | +10 |
|  | 4.   | Vic        | 13 | 14 | 6  | 1 | 7  | 42 | 66 | -24 |
|  | 5.   | Voltregà   | 11 | 14 | 5  | 1 | 8  | 48 | 60 | -12 |
|  | 6.   | Flix       | 11 | 14 | 5  | 1 | 8  | 46 | 57 | -11 |
|  | 7.   | Blanes     | 9  | 14 | 4  | 1 | 9  | 63 | 72 | -9  |
|  | 8.   | Cibeles    | 7  | 14 | 3  | 1 | 10 | 40 | 83 | -43 |

Legenda:
  Qualificato al girone titolo.
  Relegato al girone retrocessione.
Note:
Due punti a vittoria, uno a pareggio, zero a sconfitta.

### Girone B
|  | Pos. | Squadra         | Pt | G  | V  | N | P  | GF  | GS | DR  |
|  | ---- | --------------- | -- | -- | -- | - | -- | --- | -- | --- |
|  | 1.   | Liceo La Coruña | 25 | 14 | 12 | 1 | 1  | 110 | 48 | +62 |
|  | 2.   | Reus Deportiu   | 21 | 14 | 10 | 1 | 3  | 84  | 54 | +30 |
|  | 3.   | Piera           | 17 | 14 | 8  | 1 | 5  | 53  | 47 | +6  |
|  | 4.   | Dominicos       | 15 | 14 | 7  | 1 | 6  | 70  | 59 | +11 |
|  | 5.   | Tordera         | 13 | 14 | 6  | 1 | 7  | 66  | 62 | +4  |
|  | 6.   | Mollet          | 9  | 14 | 4  | 1 | 9  | 42  | 69 | -27 |
|  | 7.   | Vilanova        | 9  | 14 | 4  | 1 | 9  | 48  | 79 | -31 |
|  | 8.   | Maçanet         | 3  | 14 | 1  | 1 | 12 | 32  | 89 | -57 |

Legenda:
  Qualificato al girone titolo.
  Relegato al girone retrocessione.
Note:
Due punti a vittoria, uno a pareggio, zero a sconfitta.

## Seconda fase

### Girone titolo
|                   | Pos. | Squadra         | Pt | G  | V | N | P  | GF | GS | DR  |
| ----------------- | ---- | --------------- | -- | -- | - | - | -- | -- | -- | --- |
| Spagna (bandiera) | 1.   | Liceo La Coruña | 20 | 14 | 9 | 2 | 3  | 97 | 59 | +38 |
|                   | 2.   | Igualada        | 20 | 14 | 9 | 2 | 3  | 81 | 45 | +36 |
|                   | 3.   | Piera           | 17 | 14 | 8 | 1 | 5  | 54 | 62 | -8  |
|                   | 4.   | Reus Deportiu   | 15 | 14 | 6 | 3 | 5  | 62 | 59 | +3  |
|                   | 5.   | Barcellona      | 15 | 14 | 7 | 1 | 6  | 60 | 54 | +6  |
|                   | 6.   | Noia            | 12 | 14 | 7 | 0 | 8  | 63 | 68 | -5  |
|                   | 7.   | Dominicos       | 11 | 14 | 5 | 1 | 8  | 49 | 76 | -27 |
|                   | 8.   | Vic             | 2  | 14 | 1 | 0 | 13 | 44 | 86 | -42 |

Legenda:
  Vincitore della Coppa del Re 1991.
  Qualificato ai play-off per il titolo.
      Campione di Spagna e ammessa alla Coppa dei Campioni 1991-1992.
      Ammessa in Coppa delle Coppe 1991-1992.
      Ammessa in Coppa CERS 1991-1992.
Note:
Due punti a vittoria, uno a pareggio, zero a sconfitta.

### Girone retrocessione
|       | Pos. | Squadra  | Pt | G  | V | N | P | GF | GS | DR  |
| ----- | ---- | -------- | -- | -- | - | - | - | -- | -- | --- |
| [ 1 ] | 1.   | Voltregà | 19 | 14 | 9 | 1 | 4 | 77 | 41 | +36 |
|       | 2.   | Tordera  | 18 | 14 | 8 | 2 | 4 | 66 | 52 | +14 |
|       | 3.   | Flix     | 16 | 14 | 8 | 0 | 6 | 50 | 48 | +2  |
|       | 4.   | Blanes   | 15 | 14 | 7 | 1 | 6 | 63 | 59 | +4  |
|       | 5.   | Mollet   | 14 | 14 | 6 | 2 | 6 | 59 | 61 | -2  |
|       | 6.   | Cibeles  | 12 | 14 | 5 | 2 | 7 | 50 | 66 | -16 |
|       | 7.   | Vilanova | 11 | 14 | 5 | 1 | 8 | 59 | 72 | -13 |
|       | 8.   | Maçanet  | 7  | 14 | 2 | 3 | 9 | 32 | 67 | -35 |

Legenda:
      Ammessa in Coppa delle Coppe 1991-1992.
      Retrocessa in Primera Division 1991-1992.
Note:
Due punti a vittoria, uno a pareggio, zero a sconfitta.

## Play-off
|  | Semifinali | Semifinali      | Semifinali      | Semifinali | Semifinali |  |  | Finale | Finale          | Finale          | Finale | Finale |  |
|  |            |                 |                 |            |            |  |  |        |                 |                 |        |        |  |
|  | 1          | Liceo La Coruña | Liceo La Coruña | 7          | 7          |  |  |        |                 |                 |        |        |  |
|  | 4          | Reus Deportiu   | Reus Deportiu   | 5          | 5          |  |  | 1      | Liceo La Coruña | Liceo La Coruña | 5      | 4      |  |
|  | 2          | Igualada        | Igualada        | 5          | 6          |  |  | 2      | Igualada        | Igualada        | 2      | 2      |  |
|  | 3          | Piera           | Piera           | 1          | 1          |  |  |        |                 |                 |        |        |  |